# Scopula violacea
Scopula violacea är en fjärilsart som beskrevs av W. Warren 1897. Scopula violacea ingår i släktet Scopula och familjen mätare. Inga underarter finns listade.